# Michael Pfeifer
Michael David Pfeifer OMI (ur. 18 maja 1937 w Alamo, Teksas) – amerykański duchowny katolicki, biskup San Angelo w Teksasie.
Należy do zgromadzenia misjonarzy oblatów (OMI). Święcenia kapłańskie otrzymał 21 grudnia 1964 roku. Przez wiele lat służył duszpastersko wśród najbiedniejszych w Meksyku. Dwa razy wysłany został do Afryki dla ustanowienia nowych misji oblatów.
31 maja 1985 otrzymał nominację na biskupa diecezji San Angelo. Sakry udzielił mu ówczesny metropolita San Antonio Patrick Flores. 
12 grudnia 2013 papież Franciszek przyjął jego rezygnację z pełnionego urzędu złożoną ze względu na wiek.